# أيمن محمود
أيمن محمود هو رياضي خماسي مصري، ولد في 1 مارس 1967.

## وصلات خارجية
- أيمن محمود على موقع اللجنة الأولمبية الدولية (الإنجليزية)
- أيمن محمود على موقع أوليمبيديا (الإنجليزية)